# Rangers Football Club 1999-2000

## Stagione
- In Scottish Premier League i Rangers si classificano al primo posto (90 punti) e vincono per la 49ª volta il campionato.
- In Scottish Cup battono in finale l'Aberdeen e vincono per la 29ª volta la coppa.
- In Scottish League Cup vengono eliminati ai quarti di finale dall'Aberdeen (0-1)
- In Champions League, dopo aver sconfitto i finlandesi dell'Haka e gli italiani del Parma, vengono inseriti nel gruppo F con Valencia, Bayern Monaco e PSV, classificandosi terza con 7 punti, accedendo così ai sedicesimi di finale di Coppa UEFA.
- In Coppa UEFA vengono eliminati ai sedicesimi di finale dal Borussia Dortmund (2-2 complessivo, 1-3 d.c.r.).

## Maglie e sponsor
| Casa | Trasferta | Terza divisa |

## Rosa
| N. |                        | Ruolo | Calciatore               |
| -- | ---------------------- | ----- | ------------------------ |
| 1  | Germania (bandiera)    | P     | Stefan Klos              |
| 2  | Italia (bandiera)      | D     | Sergio Porrini           |
| 3  | Australia (bandiera)   | D     | Craig Moore              |
| 4  | Italia (bandiera)      | D     | Lorenzo Amoruso          |
| 5  | Paesi Bassi (bandiera) | D     | Arthur Numan             |
| 6  | Scozia (bandiera)      | C     | Barry Ferguson           |
| 7  | Russia (bandiera)      | C     | Andrei Kanchelskis       |
| 8  | Paesi Bassi (bandiera) | C     | Giovanni van Bronckhorst |
| 9  | Paesi Bassi (bandiera) | A     | Michael Mols             |
| 10 | Inghilterra (bandiera) | A     | Rod Wallace              |
| 11 | Germania (bandiera)    | C     | Jörg Albertz             |
| 12 | Stati Uniti (bandiera) | C     | Claudio Reyna            |
| 13 | Finlandia (bandiera)   | P     | Antti Niemi              |
| 14 | Australia (bandiera)   | D     | Tony Vidmar              |
| 15 | Cile (bandiera)        | A     | Sebastian Rozental       |
| 16 | Scozia (bandiera)      | D     | Colin Hendry             |
| 17 | Polonia (bandiera)     | D     | Dariusz Adamczuk         |
| 18 | Scozia (bandiera)      | C     | Neil McCann              |

| N. |                             | Ruolo | Calciatore         |
| -- | --------------------------- | ----- | ------------------ |
| 19 | Scozia (bandiera)           | D     | Scott Wilson       |
| 20 | Finlandia (bandiera)        | A     | Jonatan Johansson  |
| 21 | Italia (bandiera)           | A     | Marco Negri        |
| 22 | Francia (bandiera)          | P     | Lionel Charbonnier |
| 23 | Scozia (bandiera)           | C     | Barry Nicholson    |
| 24 | Scozia (bandiera)           | A     | Gordon Durie       |
| 26 | Turchia (bandiera)          | C     | Tugay Kerimoğlu    |
| 27 | Scozia (bandiera)           | C     | Derek McInnes      |
| 29 | Finlandia (bandiera)        | D     | Tero Penttilä      |
| 32 | Scozia (bandiera)           | P     | Mark Brown         |
| 33 | Scozia (bandiera)           | D     | Bob Malcolm        |
| 34 | Scozia (bandiera)           | D     | Maurice Ross       |
| 41 | Scozia (bandiera)           | C     | Jimmy Gibson       |
| 44 | Irlanda del Nord (bandiera) | C     | Stephen Carson     |
| 46 | Norvegia (bandiera)         | P     | Thomas Myhre       |
| 47 | Scozia (bandiera)           | A     | Billy Dodds        |
| 48 | Scozia (bandiera)           | C     | Stephen Hughes     |